# Zsuk (település)
Zsuk (románul: Jucu) falu Romániában, Kolozs megyében, az azonos nevű község központja.

## Fekvése
A községközpont Felsőzsuk Kolozsvártól 13 km-re északkeletre, a Kis-Szamos jobb partján, a Mezőség nyugati peremén helyezkedik el. Tőle nyugatra, a DN1C főút mellett, a Kis-Szamos bal partján fekszik Zsukiménes, a kettő között, szintén a Kis-Szamos bal partján Nemeszsuk.

## Története
Alsózsuk és Felsőzsuk 1968-ban egyesült. A települések korábban Kolozs vármegyéhez tartoztak.
Neve Kiss Lajos szerint szláv eredetű személynévből való. Először 1312-ben Swk, később Zuku, 1320-ban Sukky és Zuky 1332–35-ben Sunk alakban írták. 1467-ben Felseswk-ot, 1475-ben Magyarswk-ot említették, amely megfelel a későbbi Alsózsuknak (1652-ben Magyar Also Suk). A településről szól a legrégebbi erdélyi falusi iskolára vonatkozó dokumentum (1332).
Kiterjedt uradalma a 14–15. században Suky család tulajdona volt. A család legismertebb tagja Suky László (1741-1791), az unitárius egyház jótevője volt. Suky Benedek kelyhe, amely az esztergomi Főszékesegyházi Kincstárban található, az erdélyi gótikus művészet egyik remekműve. A család a 18. században kihalt.
Mátyás 1468-ban a lázadó Suki Mihály birtokait Csupor Miklósnak adományozta. 1515-ben Somkeréki (Erdélyi) Mártoné lett. Alsózsuk 1652-ben a gyalui vártartományhoz tartozott, és az 1660-as évekig magyar lakosságú volt.
Alsózsuk legjelentősebb földesurai a 18. században a Telekiek voltak. 1766-ban unitárius egyházközsége is létezett. A 19. század első felében Alsózsuk minden év május 20-án országos vásárt tartott, amelyeken többnyire juhot adtak-vettek. 1908-ban Alsó- és Felsőzsukot a mocsi járástól a kolozsvári járáshoz csatolták.
1910-ben Alsózsukon 959 fő élt, közülük 828 volt román és 127 magyar anyanyelvű; 822 görögkatolikus, 85 református, 23 római katolikus, 9 zsidó, 9 ortodox és 7 unitárius vallású; Felsőzsuk 522 lakójából 460 volt román, 47 magyar és 15 cigány anyanyelvű; 475 görögkatolikus, 22 református, 9 zsidó, 5 római katolikus és 4 ortodox vallású.
2002-ben az egyesített falu 1588 lakosából 1518 volt román, 38 magyar és 30 cigány nemzetiségű; 1455 ortodox, 48 pünkösdista, 26 református és 22 baptista vallású.

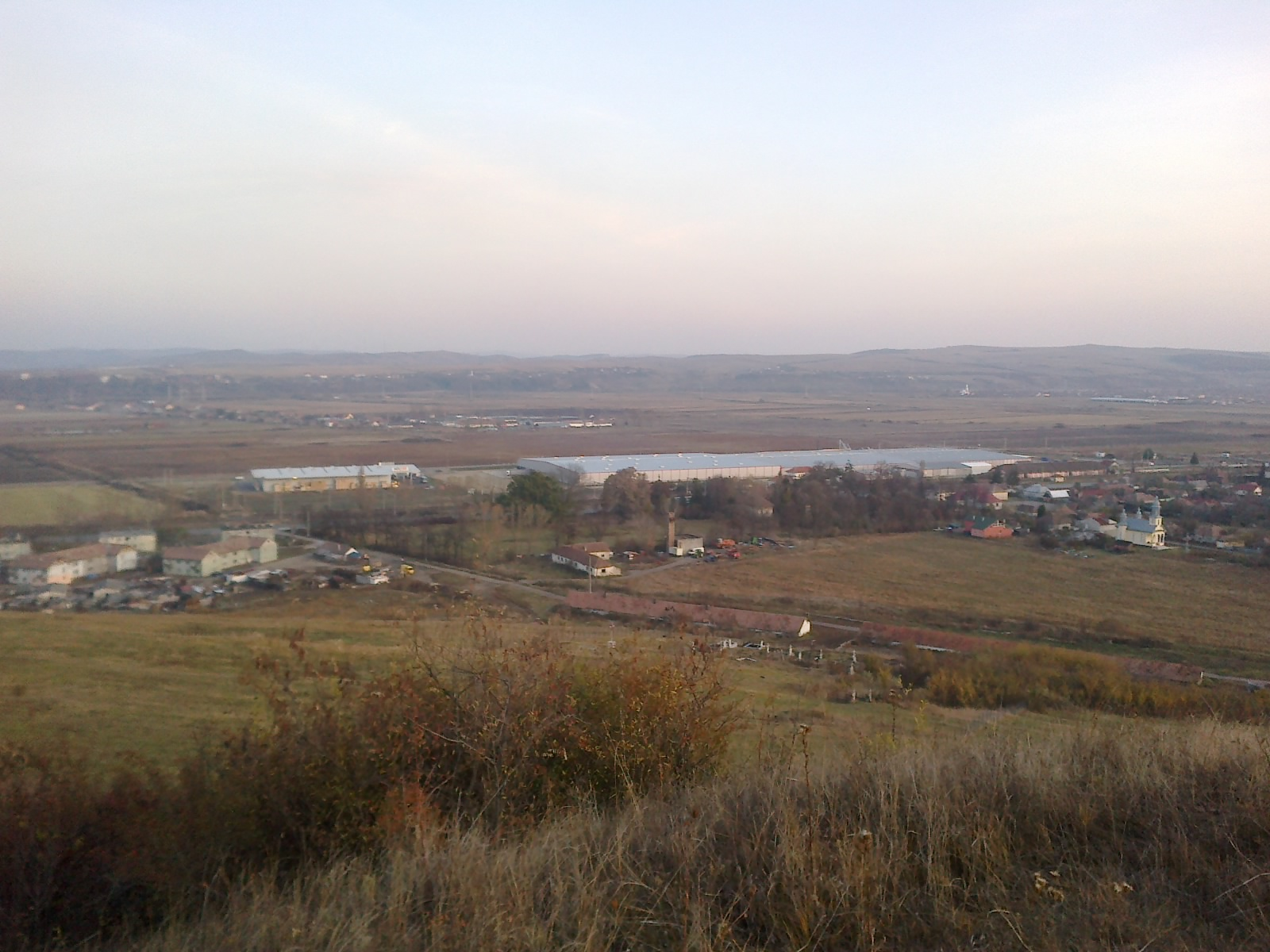

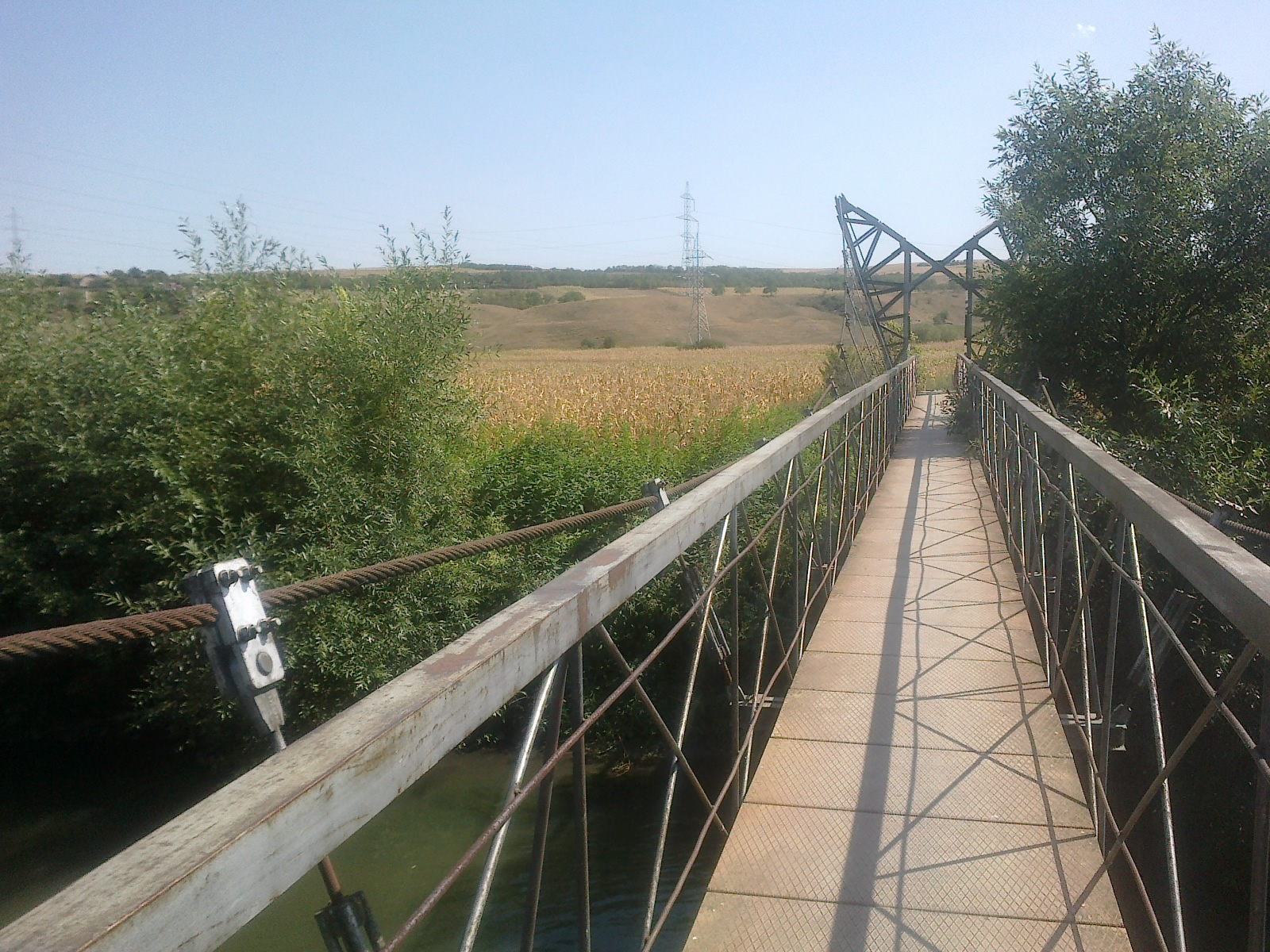
Gyaloghíd a Szamoson Középzsuknál

## Népesség
Alsó- és Felsőzsuk népességének nemzetiségi (anyanyelvi) összetétele az elmúlt 160 évben a következőképpen alakult:

## Látnivalók
- A felsőzsuki volt Kemény-kastély L alakú, kétszintes, eklektikus épülete a 19. században épült. Minden homlokzata különböző díszítésű: klasszicista, neobarokk és rokokó.[5] Az 1950-es évektől a közelmúltig benne működött a falu iskolája, óvodája, könyvtára és művelődési háza. 2002-ben visszakapta a Marosvásárhelyen élő örökös. Állapota 1989 óta leromlott. Kertjében, százados fák között egy másfél méter magas, állatalakokkal faragott kőszobor áll.
- A volt görögkatolikus kolostor és árvaház épülete.

## Gazdaság
A községhez tartozó falvakban gabona- és zöldségtermesztéssel foglalkoznak.

## Híres emberek
- Alsózsukon született George Bariț (1812–1893) újságíró, történész és 1848-as forradalmár.
- Alsózsukon született 1955-ben Marta Petreu eszmetörténész, filozófus, irodalomkritikus, költő.